# RAMS
RAMS ist das Akronym für englisch Reliability, Availability, Maintainability, Safety, deutsch etwa „Zuverlässigkeit, Verfügbarkeit, Instandhaltbarkeit, Sicherheit“. Diese Definition findet sich in der EN 50126, welche auch als DIN-Norm national übernommen wurde. Die Norm EN 50126 wird durch das Europäische Komitee für elektrotechnische Normung (CENELEC) betreut. Die Erweiterungen RAMSS und RAMSST beinhalten darüber hinaus Security und zusätzlich Testability, welche den Schutz des Systems gegen Angriffe von außen und den Unterstützungsgrad eines Systems für einen Test in einem vorgegebenen Testkontext beschreiben.
Der Zusammenhang dieser RAMS-Begriffe gewinnt heute in Industriebereichen mit hohem Investitionsvolumen und Risikopotential zunehmend an Bedeutung. Er wird besonders in der Bahnindustrie für die Systemspezifikation von Sicherungssystemen im Eisenbahnwesen verwendet. Das zugehörige Managementsystem wird oft als Integrated Logistics Support (dt. integrierte logistische Unterstützung) bezeichnet.
RAMS ist nach der Definition von EN 50126 ein Prozess oder eine Methodik, die mithelfen soll, Fehler schon in der Planungsphase von Projekten zu verhindern. RAMS kann angewendet werden bei der Entwicklung und Einführung von neuen Produkten, aber auch bei der Planung und Realisierung von neuen Anlagen. Ein RAMS-Management stellt sicher, dass Systeme definiert, Risikoanalysen (siehe Probabilistische Sicherheitsanalyse) durchgeführt, Gefährdungsraten ermittelt, detaillierte Prüfungen gemacht und Sicherheitsnachweise erstellt werden.
Die Ziele der Sicherheit und der Verfügbarkeit im Betrieb lassen sich nur dann verwirklichen, wenn die Zuverlässigkeits- und Instandhaltbarkeitsanforderungen ständig erfüllt und die laufenden langfristigen Instandhaltungsarbeiten sowie das betriebliche Umfeld überwacht werden. Die Verfügbarkeit (Availability) beruht auf der Kenntnis von Zuverlässigkeit (Reliability), basierend auf Systemausfallraten (RAM-Analyse), Wahrscheinlichkeiten des Eintretens eines Ausfalls (Fehlerbaumanalyse) und auf Kenntnis der Instandhaltbarkeit (Maintainability) und Reparaturzeiten.
Der RAMS-Prozess betrachtet darüber hinaus die Analyse möglicher Gefährdungen (Hazard and Operability Study) sowie die Wirkung eines Ausfalls auf die Funktionalität eines Systems (FMEA (CA)). Er ist erst abgeschlossen, wenn ein Produkt außer Betrieb genommen und entsorgt worden ist.
Nach Erstveröffentlichung der Norm sind zwei Berichtigungen erschienen. Die Berichtigung 1 ändert den Titel und die Nummer der Norm. In der Berichtigung 2 wird der Anhang ZZ durch CENELEC hinzugefügt.
Im Oktober 2018 wurde in Deutschland die DIN EN 50126 mit beiden Berichtigungen zurückgezogen und durch eine neue zweiteilige Norm ersetzt: DIN EN 50126-1:2018-10, Teil 1: Generischer RAMS-Prozess und DIN EN 50126-2:2018-10, Teil 2: Systembezogene Sicherheitsmethodik. Hierzu gehört der Leitfaden zur Anwendung der EN 50126-1 für Bahnfahrzeuge RAM: PD CLC/TR 50126-3:2008-09-30, der bislang nur in englischer Sprache vorliegt.